# Dylan Penn
Dylan Frances Penn(Los Angeles, 13 de abril de 1991) é uma modelo e atriz estadunidense, filha dos também atores Sean Penn e Robin Wright.

## Biografia
Sua mãe, Robin Wright, interrompeu o papel de Marian no filme Robin Hood: Prince of Thieves por haver ficado grávida de Dylan. Apesar de nascida em Los Angeles, ela cresceu em Ross, cidade do Condado de Marin. Tem um irmão mais novo, chamado Hopper Jack. estudou na Marin Academy, e deixou o curso que fazia na University of Southern California após o primeiro semestre.
Ela então foi morar em Nova Iorque. O divórcio de seus pais foi concluído em 2010. Enquanto modelava, Dylan trabalhou como garçonete em pizzaria, e como freelancer na edição de roteiros. Ela ainda trabalhou como hostess em hotel novaiorquino e estagiária em agência de publicidade.

## Carreira de modelo
O primeiro trabalho de Dylan como modelo foi para a Gap, em 2013. A seguir, em dezembro do mesmo ano, ela apareceu na GQ, na W em janeiro de 2014, e na Elle em março. Em abril desse último ano ela posou em nudez parcial para o fotógrafo Tony Duran na sétima edição da erótica e artística revista treats!. Ela então declarou que "sempre amei os nus em preto-e-branco [de Duran]". Poucas semanas após esse trabalho ela assinou um novo contrato de modelagem com a Premier Model Management para representá-na no Reino Unido.
Em 2014 ela figurou no sexagésimo oitavo lugar na lista anual "Hot 100" da Maxim, e na nonagésima terceira colocação entre as 99 mulheres mais desejáveis do site AskMen.com neste mesmo ano. Em junho participou do videoclipe da música "Chains" de Nick Jonas. Em setembro, junto a Poppy Delevingne, interpretou uma motociclista em Rock Roll Ride, um curta-metragem dirigido por Julia Restoin Roitfeld para o designer de sapatos Stuart Weitzman na Semana da Moda de Paris.
Em dezembro de 2014 ilustrou a capa da revista L'Officiel e de Asos em agosto de 2015. Em janeiro de 2016 ela e seu irmão mais novo, Hopper, Fizeram sua primeira campanha de modelagem juntos, e fizeram aparições na Semana da Moda de Milão

## Atuação cênica
Seu primeiro filme foi a comédia de terror, Condemned, dirigida por Eli Morgan Gesner, onde interpreta a namorada de músico de banda que vive num edifício decadente. Outro papel de estreia foi em Elvis & Nixon, estrelado por Kevin Spacey.